# Educazione di Cupido

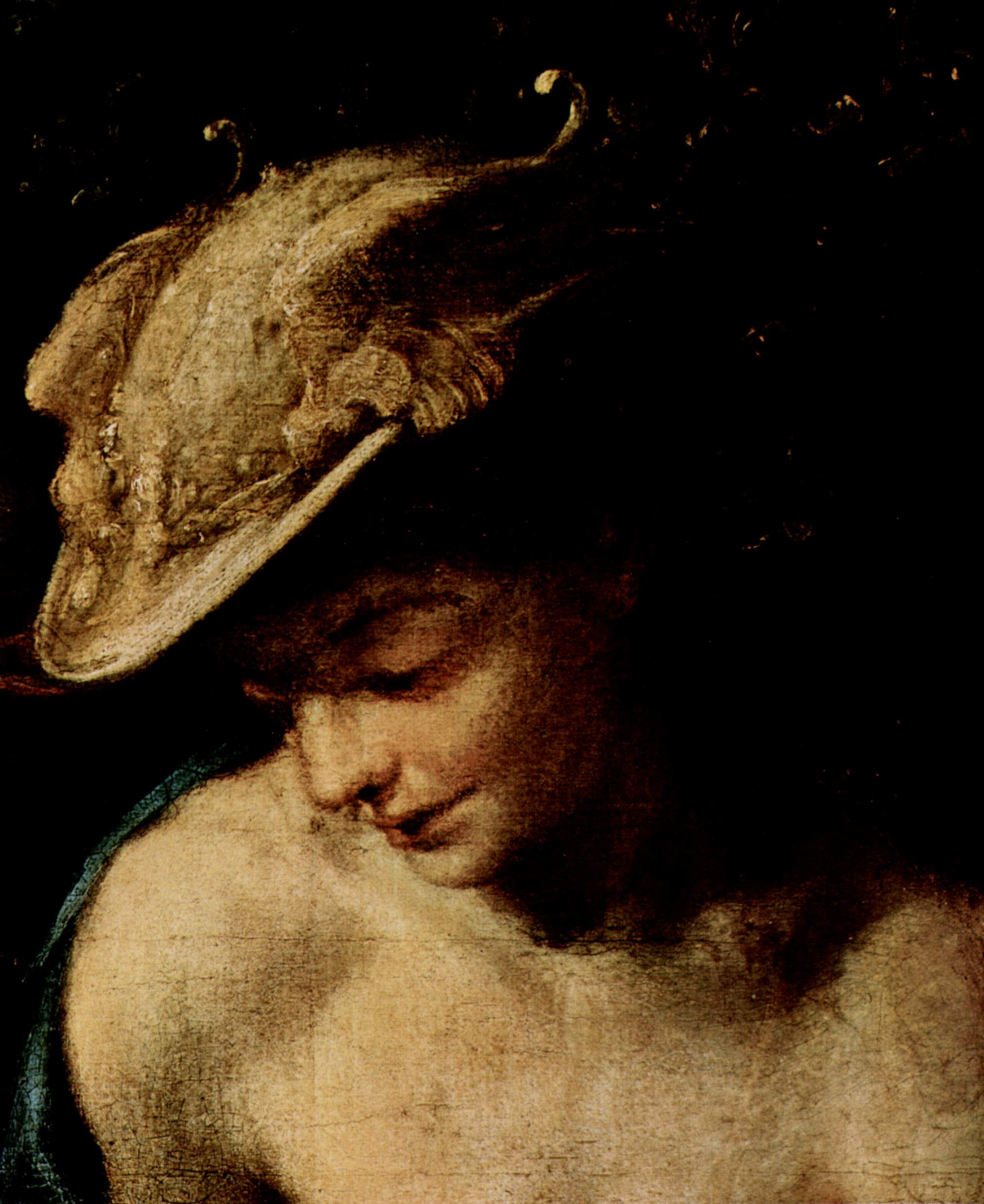
Dettaglio

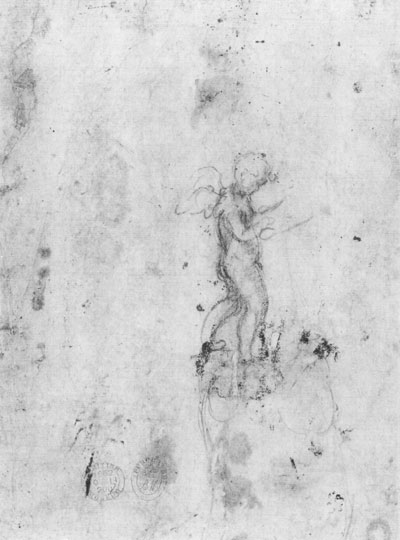
Disegno preparatorio per Cupido al British Museum

L'Educazione di Cupido è un dipinto a olio su tela (155x92 cm) di Correggio, databile al 1527-1528 circa e conservato nella National Gallery di Londra.

## Storia
Insieme alla Venere, Cupido e un satiro oggi al Louvre, quest'opera si trovava nel secondo Cinquecento nella collezione privata del nobile mantovano Nicola Maffei. È molto probabile che uno dei membri della famiglia Maffei avesse commissionato i due dipinti che giunsero poi, entro il primo Seicento, presso la famiglia Gonzaga, con cui i Maffei erano in stretti rapporti.
Nel 1628 il dipinto lasciò l'Italia per entrare nelle collezioni di Carlo I d'Inghilterra.
Un disegno preparatorio per il giovane dio intento ad imparare a leggere si conserva al British Museum.
Una copia eseguita da Girolamo Mazzola Bedoli dimostra la precoce fortuna del dipinto ma nelle evidenti differenze fra copia e originale si avverte come il lavoro del Correggio, pervaso di quella sua felice vena narrativa capace di rendere semplici e quotidiane le storie della mitologia classica, appartenesse a una stagione già passata, a quel soave rinascimento padano di cui Mantova era uno dei centri più vivaci e innovativi.

## Descrizione e stile
Poiché la tela è inferiore di 30 centimetri in altezza e in larghezza rispetto al suo pendant oggi al Louvre, si suppone che possa essere stata decurtata.
Il dipinto ha una valenza simbolica di compiacimento culturale, riferibile al clima umanistico italiano, da tempo impegnato nella dialettica sulle valenze umane e spirituali dell'amore. La tesi concettuale parte dal piccolo Eros-Cupido, posto al centro, quale fanciullo capace di colpire con le sue frecce qualunque persona e di accendere in essa un'irrefrenabile passione amorosa, spesso causa di negative conseguenze. La madre allora, nella sua prima natura di Venere celeste, divina, intelligente, provvidente, che deve altresì temperarlo e indirizzarlo al bene. Ella è ben conscia della irragionevolezza del piccolo figlio, dotato di poteri travolgenti, e decide di passare dalla tradizionale punizione post factum all'educazione preventiva. Ha scelto Mercurio come insegnante, in quanto dio onnipresente, alato, portatore dei voleri di Zeus, astuto conoscitore di ogni cosa.
Venere alata, con le piume azzurre, ha tolto l'arco dalle mani di Eros e trattiene il figlioletto presso il maestro. La sua nudità è totale, magnificente, uscita dal manto purpureo; ha una posa mossa, flessa e contrapposta, studiata magistralmente e vivificata dal gioco delle ombre e dalla smagliante luce sul petto. Ella ci guarda, rimarcando l'importanza della sua decisione didattica, quasi a coinvolgerci nel monito avvertibile circa le intemperanze di Amore, e sorride compiaciuta. Mercurio è a sua volta nudo, soltanto ricinto dalla vitta azzurra, e indossa i propri attributi specifici: gli alari ai piedi, per volare, e il pètaso come copricapo, anch'esso aligero, descritti con estrema cura.
Mercurio introduce il dio-bambino alla lettura dei precetti che devono ordinare i sentimenti, ma Cupido tentenna, tra diligenza ed impazienza, dondolandosi sulle piccole gambe, già pronte all'infantile svicolarsi. Nelle sue alucce si raccolgono i colori degli dei che lo istruiscono, ma il loro fremere già prelude, nel battito, all'abbandono dell'apprendimento e al ritorno ai liberi capricci.
Un dipinto moraleggiante e didascalico, senza dubbio, ma di respirante disincanto e felicità. Una composizione raccolta nel magnifico silenzio del bosco, rorido di cortecce, muschi e finissime erbe, ma connotato da un desiderio di cielo, come si comprende dalle varie ali qui predisposte, e dalle luci che filtrano.
I due soggetti mitologici, i primi che il Correggio abbia dipinto per opere da cavalletto (escludendo appunto gli affreschi della Camera di San Paolo) e la fitta trama di citazioni dall'antica che esibiscono presuppongono comunque un committente di cultura elevata in grado di apprezzare stile e soggetto dei due lavori.
È stato infatti notato come la figura di Venere richiami prototipi antichi quali la Venus pudica forse studiati sulla suggestione offerta dalla perduta Leda di Leonardo da Vinci, che già aveva ispirato la figura del re moro dell’Adorazione dei Magi di Brera. La posa di Mercurio parrebbe invece suggerita da quella della Sant'Anna del cartone di Leonardo da Vinci.
A differenza del pendant al Louvre, che esibisce uno scoperto erotismo, quest'opera mantiene un tono dolce e un po' naif, come si addice alla scena rappresentata, l'educazione del piccolo Cupido.